# Verbena litoralis
Verbena litoralis és una espècie herbàcia perenne semillenyosa de la família de les verbenàcies. És una planta americana que creix des de Mèxic fins a Xile (Regions IV a la X), entre les províncies de Coquimbo i Chiloé. És una planta de tipus ruderal que se l'ha considerat com a mala herba des de 1964. La majoria d'espècies de la família són natives d'Amèrica o d'Europa. Verbena litoralis és nativa d'Amèrica del Sud, de Xile, sent més freqüent en el litoral però trobant-se també en zones de preserralada, sempre a ple sol i en zones amb molt bon drenatge. El nom genèric Verbena és el terme llatí de la planta sagrada considerada pels antics romans, descrita per Plini com una planta vista en els altars sagrats de Júpiter. L'epítet llatí litoralis fa referència a la seva distribució sobretot pel litoral.
És una planta herbàcia perenne de fins a 1,5 metres d'alçada i d'un diàmetre variable de 0,5 a 1 metre. El port és erecte amb tiges quadrangulars .
Les fulles són de forma oval-lanceolades, senceres, sèssils i de marges serrats. La seva disposició normalment és oposada. Les flors es disposen en espigues agrupades de tres en tres, amb petites flors de color lila pàl·lid les quals estan protegides per una bràctea. La floració es dona durant la primavera i l'estiu. El fruit és format per quatre núcules petites que maduren a la tardor.